# Henry Graff
Henry Franklin Graff (11 de agosto de 1921 - Greenwich, 7 de abril de 2020) fue un historiador estadounidense que trabajó en la facultad de la Universidad de Columbia desde 1946 hasta 1991, incluido un período como presidente del Departamento de Historia.
Graff se especializó en la historia de la Presidencia de los Estados Unidos y de las relaciones exteriores estadounidenses. A su pionero "Seminario sobre la Presidencia", uno de los cursos más populares de Columbia, asistieron el presidente Harry Truman en 1959 y el presidente Gerald Ford en 1989. Ha servido dos veces como presidente del jurado del Premio Pulitzer en la historia de Estados Unidos.
En 1965, el presidente Lyndon B. Johnson nombró a Graff a la Comisión Nacional de Publicaciones Históricas, y en 1993 el presidente Bill Clinton lo nombró a la Junta de Revisión de Expedientes de Asesinato del Presidente John F. Kennedy. En 2005, recibió un doctorado honorario en letras de Columbia en reconocimiento a sus contribuciones al campo de la historia estadounidense, al servicio a los presidentes y a la Universidad. 

## Temprana edad y educación
Henry Franklin Graff nació el 11 de agosto de 1921 en la ciudad de Nueva York, hijo de Florence B. Morris y Samuel F. Graff, un vendedor en el distrito de prendas de vestir de la ciudad de Nueva York. Sus padres eran nativos de Nueva York y de origen judío alemán. Tenía una hermana gemela, Myra Balber.
Fue educado en las escuelas públicas de la ciudad de Nueva York. Luego asistió al City College de Nueva York, donde recibió un título de BSS, magna cum laude, en 1941, y fue elegido Phi Beta Kappa. En 1942, recibió la maestría de la Universidad de Columbia, y en 1949 un doctorado.
Graff contó historias de su vida aquí.

## Servicio militar
Se alistó en el Ejército poco después de Pearl Harbor, y pasó de ser privado a primer teniente en el Cuerpo de Señales antes de su alta en 1946. Como resultado de estudiar japonés en Columbia, se desempeñó como oficial de idioma japonés y criptoanalista en el Servicio de Inteligencia de Señales (SIS) (predecesor de la Agencia de Seguridad Nacional). En este papel, leyó códigos y cifras extranjeras y, en particular, el ahora famoso código púrpura. Recibió una Citación del Departamento de Guerra y la Medalla de Elogio del Ejército por su servicio. 
En noviembre de 1943, tradujo parte de un mensaje ahora famoso, bien recordado en las historias de los notables éxitos de descifrado de códigos de los estadounidenses y británicos, que resultó invaluable para los planificadores aliados en Inglaterra. Había sido enviado por el teniente general Hiroshi Oshima, el embajador japonés en Alemania, al ministro de Asuntos Exteriores japonés en Tokio, relatando en detalle lo que el embajador había visto de los preparativos alemanes en el norte de Francia para repeler la esperada fuerza de invasión a través del canal. 
La BBC señaló en su documental Hiroshima que Graff tradujo un comunicado interceptado de los japoneses a la Unión Soviética, convirtiendo a Graff en el primer estadounidense en conocer la inminente rendición del Japón imperial.

## Carrera
Al regresar a la vida civil, enseñó durante un semestre en el Departamento de Historia del City College antes de unirse a la facultad de la Universidad de Columbia en 1946. Permaneció en la facultad de Columbia hasta que se retiró en 1991, sirviendo por un período como Presidente del Departamento de Historia. 
Además de Columbia, ha sido profesor visitante en Vassar College, y ha dado conferencias en muchos otros campus, incluidos los de las academias de servicio. Ha sido el orador distinguido en la Academia de la Fuerza Aérea de los Estados Unidos y el Profesor Conmemorativo Sol Feinstone en el Seminario Teológico Judío.
Sirvió dos veces como presidente del jurado del Premio Pulitzer para la historia de los Estados Unidos y también fue presidente del jurado del Premio Bancroft.
Ha sido consultor histórico de la revista Time, CBS y ABC para varias publicaciones y programas de televisión. En 1989, 1993, 1997 y 2001, fue comentarista sobre la cobertura de la inauguración presidencial en ABC, con Peter Jennings. En 2005, fue comentarista de la segunda inauguración de George W. Bush en el Servicio Público de Radiodifusión. Sirvió de manera similar en la red de CBS en abril de 1994 durante su cobertura del funeral del presidente Richard Nixon, anclado por Connie Chung, y con Peter Jennings en ABC durante su cobertura de la conmemoración del aniversario del Día-D el 6 de junio de 1994. 
Sirvió durante años como miembro de la Junta de Directores de Rand McNally Company. También sirvió en la Junta de Síndicos de la Columbia University Press. 
Las sociedades y afiliaciones profesionales de incluyeron la Asociación Histórica Estadounidense, la Organización de Historiadores Estadounidenses, la Sociedad de Historiadores de Relaciones Exteriores Estadounidenses (PEN) y el Gremio de Autores. Fue miembro de la Sociedad de Historiadores Americanos. También fue miembro de la Asociación Century y del Consejo de Relaciones Exteriores. 

## Servicio gubernamental
Sirvió durante seis años en la Comisión Nacional de Publicaciones Históricas (1965-1971), a la que había sido nombrado por el presidente Lyndon B. Johnson. A partir de 1971, sirvió durante varios años en el Comité Asesor Histórico de la Fuerza Aérea de los Estados Unidos, por nombramiento del Secretario de la Fuerza Aérea.
En 1993 fue nominado por el presidente Clinton y confirmado por el Senado como miembro de la Junta de Revisión de Registros de Asesinato del Presidente John F. Kennedy, que presentó su informe al Presidente en 1998. 

## Libros
Es autor o editor de más de una docena de libros, principalmente sobre temas de la historia estadounidense, incluidos varios libros de texto ampliamente utilizados. 
Su primer libro fue Bluejackets con Perry en Japón, publicado por la Biblioteca Pública de Nueva York en 1952. 
Con el legendario historiador y colega profesor Jacques Barzun, Graff fue coautor de The Modern Researcher. Publicado por primera vez en 1957 y ahora en su Sexta Edición (2004), se describe con frecuencia como "el trabajo clásico de investigación y edición". 
El trabajo general más conocido de Graff es The Tuesday Cabinet: Deliberation and Decision on Peace and War under Lyndon B. Johnson, que se basó en extensas conversaciones durante un período de años con el presidente y sus principales asesores, principalmente sobre el tema de Vietnam Guerra
Un trabajo de referencia estándar bien establecido es The Presidents: A Reference History (1984) de Graff. Por invitación, presentó sucesivas ediciones del libro a los presidentes Reagan, Clinton y George W. Bush para su colocación en la Biblioteca de la Casa Blanca. 
Es el autor de Grover Cleveland, un volumen de la serie American Presidents editado por Arthur M. Schlesinger Jr (2002). 
También es autor de los libros de texto de historia estadounidense de secundaria y secundaria ampliamente utilizados: América, La República Gloriosa; Esta gran nación: una historia de los Estados Unidos; Los libres y los valientes; El llamado de la libertad (con Paul Bohannan); La promesa de la democracia (con Paul Bohannan); y La aventura del pueblo estadounidense (con John A. Krout) . 

## Otras publicaciones
Ha escrito extensamente para importantes revistas y revistas históricas y populares. Sus reseñas de libros han aparecido con frecuencia en The New York Times Book Review; Sus artículos sobre la Presidencia y sobre asuntos internacionales han aparecido en The New York Times Magazine y en las páginas de opinión de The New York Times y The Los Angeles Times. Ha contribuido con muchos artículos al Diccionario de Biografía Americana y a otras enciclopedias y compilaciones, incluyendo la Enciclopedia de la Presidencia de los Estados Unidos y la Enciclopedia de la Vida Americana de Scribner, para las cuales ha escrito biografías de famosos jugadores de béisbol. 
Fue presidente de la junta editorial de la revista Constitution y miembro de la junta asesora editorial de la Enciclopedia de la Presidencia estadounidense de cuatro volúmenes publicada por Simon & Schuster en 1994. Estaba en el consejo editorial de Presidential Studies Quarterly. 

## Premios y honores
Ha sido galardonado con el Premio Gran Maestro de Columbia y con el Premio Mark Van Doren, otorgado por el cuerpo estudiantil de Columbia College por su distinguida enseñanza y erudición. Recibió la Medalla Townsend Harris de City College en reconocimiento al distinguido logro de posgrado en su campo elegido.
En 1990 fue honrado con el Premio Kidger de la Asociación de Maestros de Historia de Nueva Inglaterra por su distinción como maestro y autor. 
Fue honrado con una Beca Senior en el Freedom Forum Media Studies Center (anteriormente Gannett Foundation Media Center) en Columbia para el año académico 1991-1992, con el fin de trabajar en su libro de ensayos sobre la Presidencia, titulado "El papel de la prensa en dar forma a la persona de la presidencia". 
En 1997 recibió la Medalla del Presidente de la Universidad George Washington, el premio más alto de la Universidad, en honor a sus logros como historiador, maestro y mentor. El 16 de marzo de 1997 (Día de la Libertad de Información) recibió el Premio James Madison de la Asociación Estadounidense de Bibliotecas "como defensor del derecho a saber" y por su trabajo como miembro de la Junta de Revisión de Expedientes de Asesinato del Presidente John F. Kennedy. 
En 2000, la Fundación Westchester Community College lo honró con su Premio a la Trayectoria por su beca en historia de los Estados Unidos y la Presidencia de los Estados Unidos. 
La Fundación Kaul en 2001 le otorgó su Premio a la Excelencia en Educación y por servir "los más altos ideales de erudición como historiador" y experto en la presidencia estadounidense y la historia diplomática estadounidense.
En 2005, recibió un honorario Litt.D. de grado de la Universidad de Columbia. 

## Vida personal
Graff se casó con Edith Krantz el 16 de junio de 1946. Ella murió el 23 de mayo de 2019. Tenían dos hijas (Iris Morse y Ellen Graff), cinco nietos y cinco bisnietos. Vivían en Scarsdale, condado de Westchester, Nueva York. 
Murió el 7 de abril de 2020 a los noventa y ocho años en el hospital de Greenwich durante la pandemia de coronavirus 2019-20 debido a complicaciones causadas por la COVID-19.

## Trabajos
| Título | Año publicado     |
| --- | ----------------- |
| Discursos inaugurales de los presidentes de los Estados Unidos de WH Taft a GW Bush                                               | 2005              |
| El investigador moderno (con Jacques Barzun)                                                                                      | 1957, 6ª ed. 2004 |
| Grover Cleveland | 2002              |
| Los presidentes: una historia de referencia                                                                                       | 1984, 3a ed. 2002 |
| El asesinato de Kennedy. Informe final de la Junta de Revisión de Registros de Asesinatos                                         | 1998              |
| América, la República gloriosa | 1985              |
| Esta gran nación: una historia de los Estados Unidos                                                                              | 1983              |
| Los libres y los valientes: La historia del pueblo estadounidense                                                                 | 1967              |
| El llamado de la libertad (con Paul Bohannan)                                                                                     | 1978              |
| La promesa de la democracia (con Paul Bohannan)                                                                                   | 1978              |
| America at 200: Essays (con Richard B. Morris)                                                                                    | 1975              |
| La historia de la vida de los Estados Unidos, 12 vols.                                                                            | 1975              |
| La aventura del pueblo estadounidense (con John A. Krout)                                                                         | 1971              |
| El gabinete del martes: Deliberación y decisión sobre la paz y la guerra bajo Lyndon B. Johnson                                   | 1970              |
| El imperialismo estadounidense y la insurrección filipina (Testimonio de los tiempos: selecciones de las audiencias del Congreso) | 1969              |
| Bluejackets with Perry in Japan: A Day-by-Day Account Kept By Master's Mate John R. C. Lewis and Cabin Boy William B. Allen       | 1952              |